# Despatx Lluch
El Despatx Lluch és un edifici administratiu ubicat a Sabadell, obra de l'arquitecte Juli Batllevell, projectat l'any
1908. Va ser un encàrrec de Joaquim Taulé per a despatx tèxtil: l'espai per a la comercialització de les teles. L'any 1936 l'adquirí l'empresari Fèlix Lluch i d'aquí prové el nom de Despatx Lluch.
L'arquitecte Juli Batllevell fou un destacat arquitecte modernista, fet que queda reflectit en la utilització de tècniques com el famós trencadís ceràmic. Destaquen els elements i les tècniques típiques del modernisme com la utilització del trencadís ceràmic (fet amb fragments de ceràmica units amb argamassa) o els esgrafiats amb motius geomètrics (dibuixos fets sobre diferents capes sobreposades de material que es grata amb una eina punxant).
La façana està guarnida amb estuc imitant el maó, i és presidida per una galeria d'arcades sostingudes per columnes decorades amb roses de pedra. A l'interior es conserva l'estructura metàl·lica amb l'enteixinat de fusta. L'antic Despatx Lluch, un cop restaurat entre els anys 2002 i 2004, actualment allotja el Servei d'Atenció Ciutadana de l'Ajuntament deSabadell.